# R-Matrix
In der statistischen Physik werden Matrizen {\displaystyle R\in Mat(n)}, welche der Yang-Baxter-Gleichung (nach C. N. Yang und Rodney Baxter):
{\displaystyle R^{12}R^{13}R^{23}=R^{23}R^{13}R^{12}}
genügen, als R-Matrizen bezeichnet.
In der Mathematik werden R-Matrizen zur Konstruktion von Quanteninvarianten in der Knotentheorie verwendet.

## Beschreibung der Yang-Baxter-Gleichung in Koordinaten

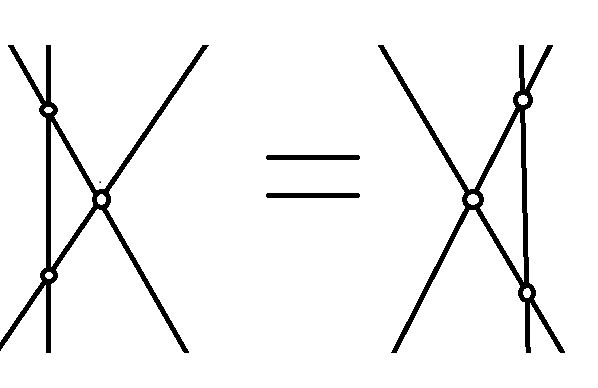
Veranschaulichung der Yang-Baxter-Gleichung

Eine {\displaystyle n^{2}\times n^{2}}-Matrix {\displaystyle R} mit Einträgen {\displaystyle r_{ij}^{kl}} kann als Endomorphismus des {\displaystyle \mathbb {C} ^{n}\otimes \mathbb {C} ^{n}} mit Basis {\displaystyle e_{i}\otimes e_{j}} aufgefasst werden, also
{\displaystyle R(e_{i}\otimes e_{j})=\sum _{k,l}r_{ij}^{kl}e_{k}\otimes e_{l}}.
Die Yang-Baxter-Gleichung lässt sich schreiben als
{\displaystyle R^{12}R^{13}R^{23}=R^{23}R^{13}R^{12}},
wobei {\displaystyle R^{ij}} der Endomorphismus von {\displaystyle \mathbb {C} ^{n}\otimes \mathbb {C} ^{n}\otimes \mathbb {C} ^{n}} ist, der auf den Faktoren {\displaystyle i,j} als {\displaystyle R} wirkt und auf dem dritten Faktor als Identitätsabbildung. Also
{\displaystyle R^{12}=R\otimes id,R^{23}=id\otimes R}
und
{\displaystyle R^{13}(e_{i}\otimes e_{j}\otimes e_{k})=\sum _{a,b}r_{ik}^{ab}e_{a}\otimes e_{j}\otimes e_{b}}.

## R-Matrizen in der Quantenmechanik
Ein eindimensionales quantenmechanisches System ist genau dann integrabel, wenn seine Streumatrix der Yang-Baxter-Gleichung genügt, also eine R-Matrix ist.

## R-Matrizen in der Knotentheorie
Jede R-Matrix kann zur Konstruktion einer Quanteninvariante von Knoten verwendet werden.